# آيت إبراهيم (واولى)
آيت إبراهيم هي إحدى مشيخات المملكة المغربية، تتبع جغرافيا لإقليم أزيلال وإداريًا لواولى. يقدر عدد سكانها بـ 5893 نسمة حسب الإحصاء الرسمي للسكان والسكنى لسنة 2004.